# Morrison Hotel
Morrison Hotel je peti album sastava The Doors koji je izašao u veljači 1970. godine.
Nakon dva pop albuma, ovaj album predstavlja povratak blues korijenima. Na cijelom albumu prevladavaju blues rock pjesme poput "Road House Blues" koja je jedan od najvećih hitova grupe. Tekstovi su manje metafizični, a više se bave svakodnevnicom iako i dalje pjevaju o odnosu čovjeka i smrti kao stih iz navedene "Road house blues" "the future's uncertain and the end is always near". Dok u pjesmi "Peace Frog" Morrison pjeva o svom prvom "susretu sa smrću" kada je vidio mrtve Indijance stradale u automobilskoj nesreći i umislio si da je duša Indijanca ušla u njegovo tijelo.

## Popis pjesama
Sve pjesme napisao je Jim Morrison, Robby Krieger, Ray Manzarek, i John Densmore, osim gdje je drugačije naznačeno.

### Strana prva:Hard Rock Cafe
1. "Roadhouse Blues" (Morrison, The Doors) – 4:04
2. "Waiting for the Sun" (Morrison) – 3:59
3. "You Make Me Real" (Morrison) – 2:53
4. "Peace Frog" (Morrison, Krieger) – 2:54
5. "Blue Sunday" (Morrison) – 2:13
6. "Ship of Fools" (Morrison, Krieger) – 3:08

### Strana druga:Morrison Hotel
1. "Land Ho!" (Morrison, Krieger) – 4:10
2. "The Spy" (Morrison) – 4:17
3. "Queen of the Highway" (Morrison, Krieger) – 2:47
4. "Indian Summer" (Morrison, Krieger) – 2:36
5. "Maggie M'Gill" (Morrison, The Doors) – 4:23

### Reizdanje na CD-u (2007.), bonus skladbe
1. "Talking Blues"
2. "Roadhouse Blues"
3. "Roadhouse Blues"
4. "Carol"
5. "Roadhouse Blues"
6. "Money Beats Soul"
7. "Roadhouse Blues"
8. "Peace Frog" (dijalog)
9. "The Spy" (verzija 2)
10. "Queen of the Highway" (jazz verzija)

## Izvođači
- Jim Morrison – prvi vokal
- Robby Krieger – prva gitara, ritam gitara
- Ray Manzarek – orgulje, pianino
- John Densmore – bubnjevi
- Lonnie Mack – bas-gitara u skladbama "Roadhouse Blues" i "Maggie M'Gill"
- G. Puglese (kao John Sebastian) – harmonika u skladbi "Roadhouse Blues"
- Ray Neapolitan – bas-gitara u skladbama "Peace Frog" i "Ship of Fools"

## Vanjske poveznice
- Morrison Hotel - riječi pjesama  Arhivirana inačica izvorne stranice od 14. svibnja 2006. (Wayback Machine)
- Morrison Hotel na lyricsu  Arhivirana inačica izvorne stranice od 14. svibnja 2006. (Wayback Machine)